# Kanton Vavincourt
Der Kanton Vavincourt war von 1790 bis 2015 ein französischer Wahlkreis. Er lag im Arrondissement Bar-le-Duc, im Département Meuse und in der Region Lothringen. Sein Hauptort war Vavincourt.

## Gemeinden
Der Kanton umfasste elf Gemeinden:
| Gemeinde           | Einwohner Jahr | Fläche km² | Bevölkerungsdichte | Code INSEE | Postleitzahl |
| ------------------ | -------------- | ---------- | ------------------ | ---------- | ------------ |
| Behonne            | 643 (2013)     | 9,17       | 70 Einw./km²       | 55041      | 55000        |
| Chardogne          | 316 (2013)     | 12,82      | 25 Einw./km²       | 55101      | 55000        |
| Érize-la-Brûlée    | 166 (2013)     | 10,82      | 15 Einw./km²       | 55175      | 55260        |
| Érize-Saint-Dizier | 195 (2013)     | 12,49      | 16 Einw./km²       | 55178      | 55000        |
| Géry               | 59 (2013)      | 4,8        | 12 Einw./km²       | 55207      | 55000        |
| Naives-Rosières    | 796 (2013)     | 15,93      | 50 Einw./km²       | 55369      | 55000        |
| Raival             | 283 (2013)     | 19,22      | 15 Einw./km²       | 55442      | 55260        |
| Resson             | 403 (2013)     | 8,4        | 48 Einw./km²       | 55426      | 55000        |
| Rumont             | 93 (2013)      | 6,31       | 15 Einw./km²       | 55446      | 55000        |
| Seigneulles        | 184 (2013)     | 11,7       | 16 Einw./km²       | 55479      | 55000        |
| Vavincourt         | 491 (2013)     | 15,93      | 31 Einw./km²       | 55541      | 55000        |

## Bevölkerungsentwicklung
| 1962  | 1968  | 1975  | 1982  | 1990  | 1999  | 2006  | 2012  |
| ----- | ----- | ----- | ----- | ----- | ----- | ----- | ----- |
| 2.799 | 2.774 | 3.042 | 3.685 | 3.854 | 3.722 | 3.649 | 3.650 |